# かけそば

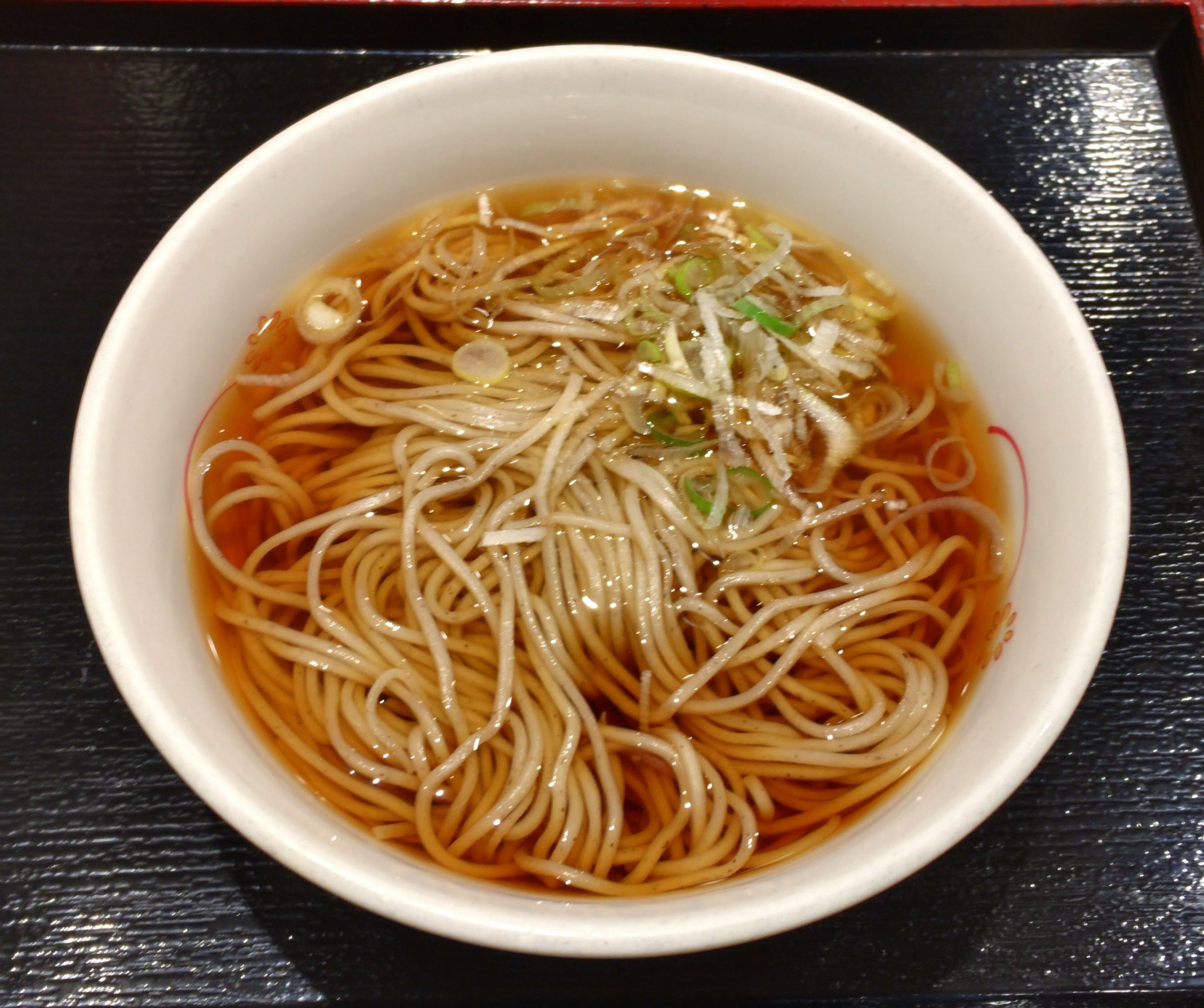
かけそばの例

かけそば（掛けそば、掛け蕎麦）は、蕎麦を器に入れて熱いつゆを掛けた日本の麺料理である。単に「掛け（かけ）」とも呼ぶ。元々は「ぶっかけそば」と称した。年末の年越し蕎麦のように、寒い時期の蕎麦としては特に好まれる食べ方ともなっている。

## 概要
茹でた麺は冷水や氷水で〆て「ぬめり」をとり麺のコシを出したあと、熱湯で湯がいてから熱いつゆの中に入れる。この手間を省いて、冷水で〆なかったり茹で置きの蕎麦を使用する店もあるが、味に厳しい店では行わない。冷水で〆ず、熱いつゆを入れた器に茹でた蕎麦とそのお湯をそのまま入れた蕎麦は「釜揚げ蕎麦」という。
つゆはだしに「かえし（醤油タレ）」を入れて作る。かけそばの場合は「蕎麦湯」が提供されない店もある。「そば通」はもりそばを好むともされるが、昔はかけそばも粋な食べ方が難しいそば通の食べ物であった。
蕎麦の代わりにうどんを使ったものはかけうどんと呼ばれるが、大阪など関西地方ではこれを素うどん（すうどん）と呼ぶこともある。また中華麺を使ったもの（ただしつゆはめんつゆとは限らず、ラーメンスープの場合もある）を、見た目が似ていることからかけラーメンもしくは素ラーメンと称することがある（旭川ラーメン#かけラーメン、黄そばなども参照）。

## 歴史
かけそばは、元禄時代にせっかちな江戸っ子の荷運び人夫などが「つゆを付けてから食べる蕎麦（蕎麦切り）は面倒」と思い、蕎麦につゆを掛けて食べるようになった事が始まりである。現代の立ち食いソバより以前に、江戸時代には屋台の蕎麦屋があり、これは大人気となっている。
寒い時期には、熱いつゆで食べた。寛延4年刊の『蕎麦全書』には新材木町にあった「信濃屋」の「ぶっかけ」が始まりとの記述がある。冷たいつゆを掛けていたが、寒い時期には熱いつゆを掛けるようになり、寛政からはそれを「かけそば」と呼ぶようになっていった。当時は『蕎麦全書』においても、下品な食べ方とされていた。従来のつゆにつけて食べる蕎麦は「もりそば」と呼び、区別するようになった。料理を器一つで食す簡便さが重宝がられ、各地域へ広がった。
現代では、冷たいつゆを使用したかけ蕎麦は「ぶっかけそば」と呼んで区別する場合がある。「冷かけ」・「冷やし○○」と呼ぶ場合もある。

## トッピング

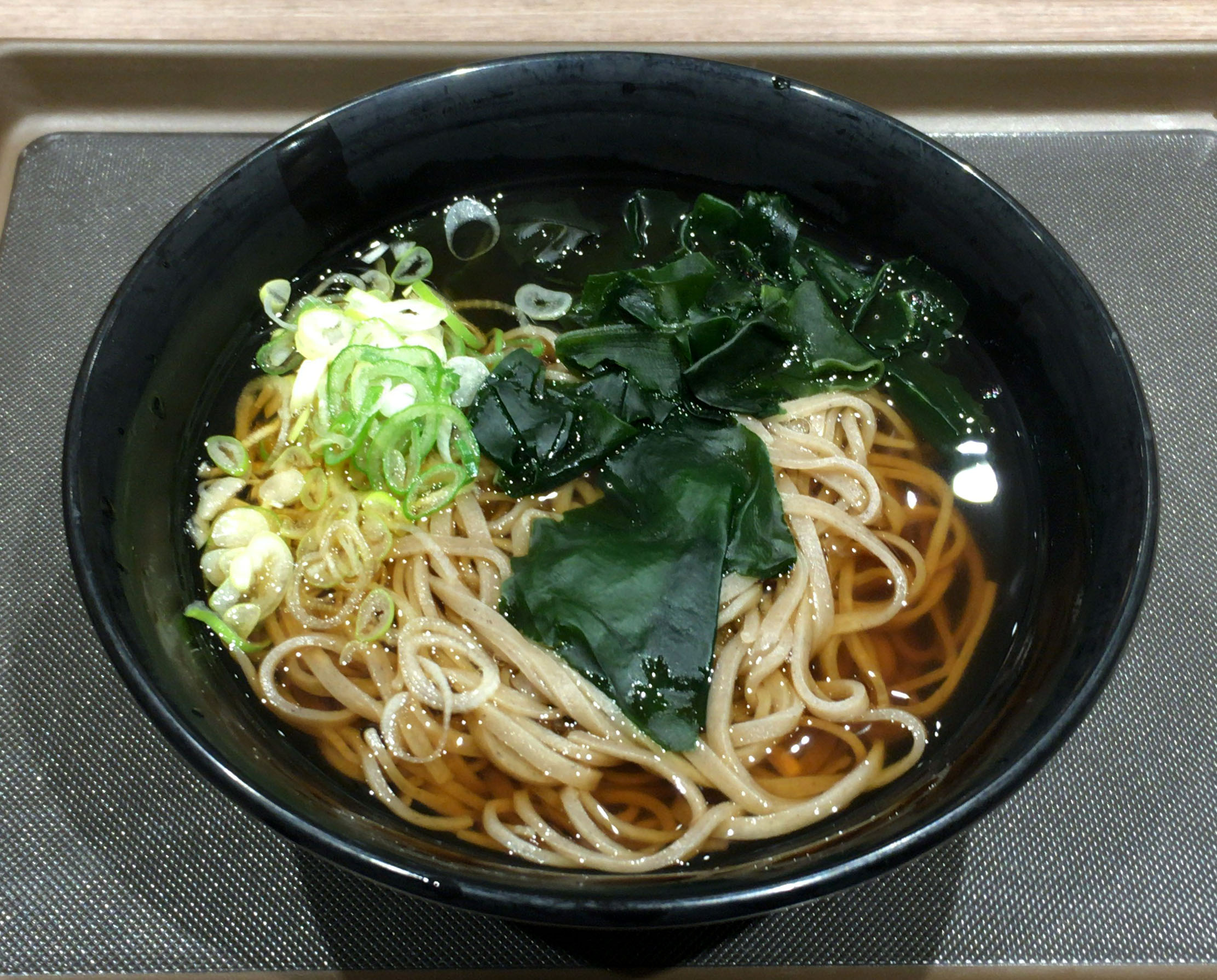
富士そばの「かけそば」

かけそばは「熱いだし汁をかけただけのそば」を指す言葉で、かけうどんや素ラーメンも同様である。しかしながら種物であっても、もりそばやつけそば、冷やしそばなどの対義語として、温かい汁をかけたそば・うどん全般を、かけそば・かけうどんと表現する場合もある。
一般的に、かけそば・かけうどんに薬味のネギ程度のトッピングが多いが、地域によっては、かけそば・かけうどん・素うどんというメニューであっても、かまぼこや天かす、わかめ、とろろ昆布、少量の肉や油揚げなどがトッピングされていることもある。

## 小売商品
- 明星食品「かけそばでっせ」

生蕎麦や乾麺、チルド麺も商品として販売されている。